# Осмийтринеодим
Осмийтринеодим — бинарное неорганическое соединение
осмия и неодима
с формулой Nd3Os,
кристаллы.

## Получение
- Сплавление стехиометрических количеств чистых веществ:

{\displaystyle {\mathsf {Os+3Nd\ {\xrightarrow {T}}\ Nd_{3}Os}}}

## Физические свойства
Осмийтринеодим образует кристаллы
ромбической сингонии,
пространственная группа P nma,
параметры ячейки a = 0,7406 нм, b = 0,9573 нм, c = 0,6430 нм, Z = 4,
структура типа карбида железа Fe3C
.